# Hetha Peak
Der Hetha Peak ist ein 1700 m hoher Berg im ostantarktischen Viktorialand. In der Asgard Range des Transantarktischen Gebirges ragt er 2,5 km nordöstlich des Mount Saga aus einem Gebirgskamm auf, der an der Westflanke des Newall-Gletschers liegt.
Das New Zealand Geographic Board benannte ihn 1992 nach der Schildmaid Hetha aus der nordischen Mythologie.